# Nuestra vecina, la señorita Yae
 Nuestra vecina, la señorita Yae  (隣の八重ちゃん Tonari no Yae-chan?) es una película japonesa de comedia dramática de 1934 escrita y dirigida por Yasujirō Shimazu.

## Sinopsis
Los Arai y los Hattori son vecinos y viven en buena armonía. Keitaro entrena a su hermano Seiji en béisbol para que pueda participar en el torneo de Koshien, lo que no deja de provocar la rotura de algunos cristales y la intervención del vidriero. A Keitaro y Yaeko, la hija de Hattori, les encanta discutir y comparten un afecto inexpresable. Sus padres tienen la costumbre de tomar unas copas de sake por la noche mientras hablan de sus respectivos trabajos bajo la atenta mirada de sus esposas.
Sin embargo, esta apacible vida se ve perturbada cuando Kyoko, la hermana mayor de Yaeko, deja a su voluble marido y regresa a vivir con sus padres. A Yaeko no le gusta ver a su hermana burlarse de Keitaro quien está algo avergonzado por la situación. Pero un día Kyoko huye, desaparece sin dejar rastro y la búsqueda para encontrarla resulta en vano. Al mismo tiempo, Ikuzo Arai se entera de su traslado a Corea por motivos laborales.
Muy afectados por la desaparición de su hija, Kyoko, los Hattori deciden mudarse pero Yaeko, para gran alegría de Keitaro y Seiji, es enviada a alojarse con los Arai, mientras termina sus estudios.

## Reparto

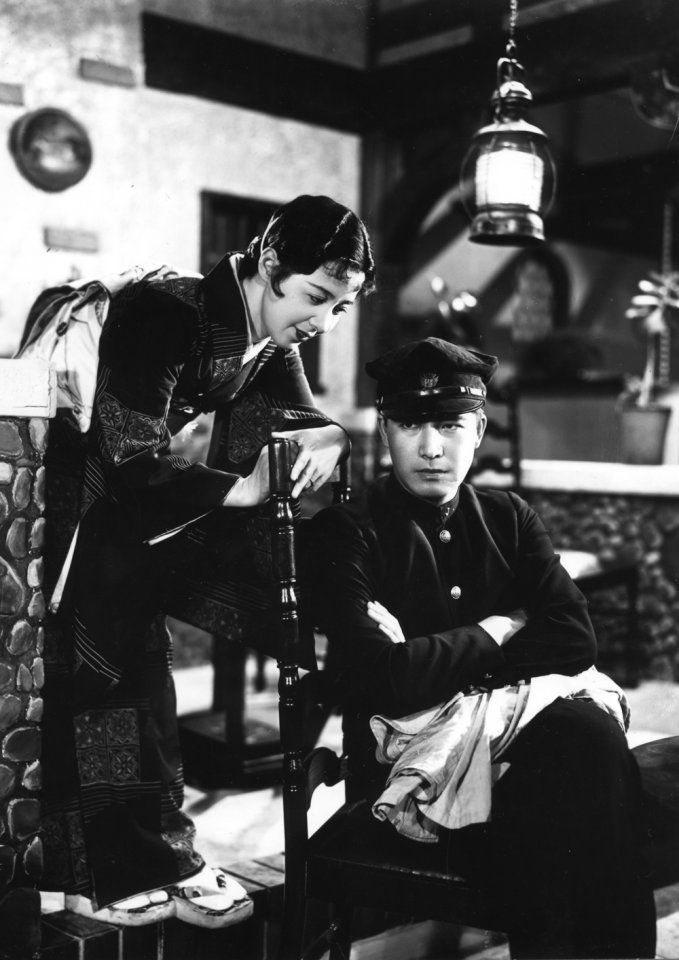
Yoshiko Okada y Den Obinata

- Yukichi Iwata como Shōsaku Hattori
- Chōko Iida como Hamako Hattori
- Yoshiko Okada como Kyōko Hattori
- Yumeko Aizome como Yaeko Hattori, llamada Yae
- Sanae Takasugi como Etsuko Manabe
- Ryōtarō Mizushima como Ikuzo Arai
- Fumiko Katsuragi como Matsuko Arai
- Den Obinata como Keitaro Arai
- Akio Isono como Seiji Arai
- Shōzaburō Abe como vidriero

## Recepción y legado
En la lista de las diez mejores películas japonesas de 1934 publicada por la revista cinematográfica, Kinema Junpo, Nuestra vecina, la señorita Yae, ocupó el segundo lugar, detrás de Historia de las hierbas flotantes de Yasujirō Ozu.
Junto con Un hermano y su hermana pequeña, se considera una de las películas más importantes de Shimazu y una obra representativa del género Shomin-geki de la década de 1930, género que intenta describir de manera realista la vida cotidiana de la gente de clase media.
En la lista de 2020 del British Film Institute de «Las mejores películas japonesas de cada año, desde 1925 hasta la actualidad», el historiador de cine Alexander Jacoby la calificó como una «historia sutil, encantadora, divertida y agridulce de vida familiar», que ilustra a la perfección «la inclinación de su director por el melodrama discreto y su cautivadora mezcla de humor y patetismo».
La película se exhibió en el Museo de Arte de Berkeley y el Archivo de Cine del Pacífico en 2005.
El cortometraje de animación que los protagonistas ven en el cine es Ha! Ha! Ha!! de Fleischer Studios.